# Камнеломка гипнумовая
Камнело́мка гипну́мовая (лат. Saxifraga hypnoides) — вид двудольных растений рода Камнеломка (Saxifraga) семейства Камнеломковые (Saxifragaceae). Впервые описана шведским систематиком Карлом Линнеем в 1753 году.

## Распространение и среда обитания
Известна из Великобритании, Бельгии, Франции (горы Вогезы), с Фарерских островов, из Исландии, Ирландии и Норвегии.
Растёт на возвышенностях, на влажных скалах, осыпях, каменистом торфе.

## Ботаническое описание
Многолетнее растение 20 см высотой.
Стебель прямостоячий, высотой до 15 см.
Листья розеточные, опушённые, светло-зелёного цвета.
Цветки белые.
Цветёт в мае и июне.
Число хромосом — 2n=52.

## Значение
Садовое растение, культивируемое в открытом грунте.

## Синонимы
Синонимичные названия:
- Evaiezoa hirta Raf.
- Muscaria hypnoides (L.) Jord. & Fourr.
- Saxifraga angustifolia Haw.
- Saxifraga leptophylla Pers.
- Saxifraga platypetala Sm.
- Saxifraga recurvata Bree ex Schleich.
- Saxifraga rupestris Salisb.
- Saxifraga spathulata Haw. nom. illeg.